# Ivan di Novosil'
Ivan Semenovič o Ivan di Novosil' (in russo Иван Семёнович?; fl. XIV secolo) è stato principe di Novosil'.
Secondo una cronaca del XVI secolo, egli era il figlio maggiore del principe Semen Mihajlovič Gluhovskij. Secondo gli studiosi moderni, era il figlio di Semen Mikhailovič o Aleksandrovič. Era genero del granduca di Lituania Algirdas, al potere dal 1345 al 1377.

## Biografia
Del principe Ivan di Novosil' si sa molto poco. Il patronimico del principe Giovanni di Novosil' risulta sconosciuto. R.V. Zotov ha suggerito che potrebbe essere un figlio di Simeone o Sergio di Aleksandrovič Novosilskij, menzionato nel sinodico di Lubecca. Secondo il parere di M.K. Lubawski e S.M.K. Lubawa, il principe Giovanni era figlio del principe Semen di Novosilsk, cioè era fratello del principe Roman Semenovič. Lo stesso punto di vista è condiviso da A.V. Shekov. Si sa anche che Ivan di Novosil' era il genero del granduca di Lituania Algirdas e suo alleato nella lotta per il potere nell'Europa orientale contro la Moscovia.

### Dal messaggio di Algirdas a Filoteo Kokkin
«Hanno attaccato mio genero, il principe di Novisil' Ivan e il suo principato, hanno sequestrato sua madre e portato via mia figlia, non avendo aderito al giuramento che avevano fatto loro». Poiché la madre del principe Ivan fu catturata e fatta prigioniera, si potrebbe pensare che non fosse la madre del principe Roman Semenovič. In ogni caso, il principe Roman avrebbe potuto esercitare il suo potere solo con lo jarlyk, la lettera patente che il khan dell'Orda d'Oro concedeva.

### Guerra lituano-moscovita (1368-1372)
All'inizio della guerra lituano-moscovita del 1368-1372, il genero di Ivan, il principe Giovanni, deteneva il trono. Tuttavia, nel 1370 il principe di Mosca, in risposta alle azioni militari di Algirdas e dei suoi alleati, «inviò Novosil' a combattere Brjansk». Probabilmente fu proprio durante questa campagna che le truppe di Mosca occuparono Kaluga e Mtsensk e strapparono il regno del principe Giovanni di Novosilsk. Il principe Roman Semenovič di Novosilsk salì dunque al trono.